# Autolyca daemonia
Autolyca daemonia är en insektsart som beskrevs av Oliver Zompro och Frank H.Hennemann 200. Autolyca daemonia ingår i släktet Autolyca och familjen Pseudophasmatidae. Inga underarter finns listade.